# Rio Cabur
O rio Cabur (Khabur; em latim: Abora, em árabe: الخابور al-khābūr, em hebraico:  כבר Kebar/Chebar, em curdo:  Xabûr, em siríaco:  ܚܒܘܪ ḥābur/khābur, em turco:  Habur),  é um rio que nasce no sudeste da Turquia, fluindo por 486 km chegando até à Síria, onde se junta ao rio Eufrates. Na maior parte do ano os rios da região (Aueije, Dara, Jirjibe, Jaguejague, Rade e Zergã) estão secos.[carece de fontes?]
Atualmente, o vale Cabur é uma região muito importante para a Síria, com os seus 16000 km2 de terras aráveis, cuja produção principal é o trigo. Além disso, a região nordeste do rio, é o local de maior produção de petróleo na Síria, bem como na construção de barragens nos afluentes do rio Eufrates, tornando esta área vital para o desenvolvimento de energia desta nação.

## História
Historicamente, o vale do Cabur foi um importante centro dos hurritas, que fundou muitos reinos na área, e entre os que se destacaram, foi o Reino de Mitani. Na Bíblia, afirma-se que foi em sua costa, que estabeleceram os cativos de Israel, na qual levaram o rei assírio Salmanaser V até à Mesopotâmia.